# Anthelminthique

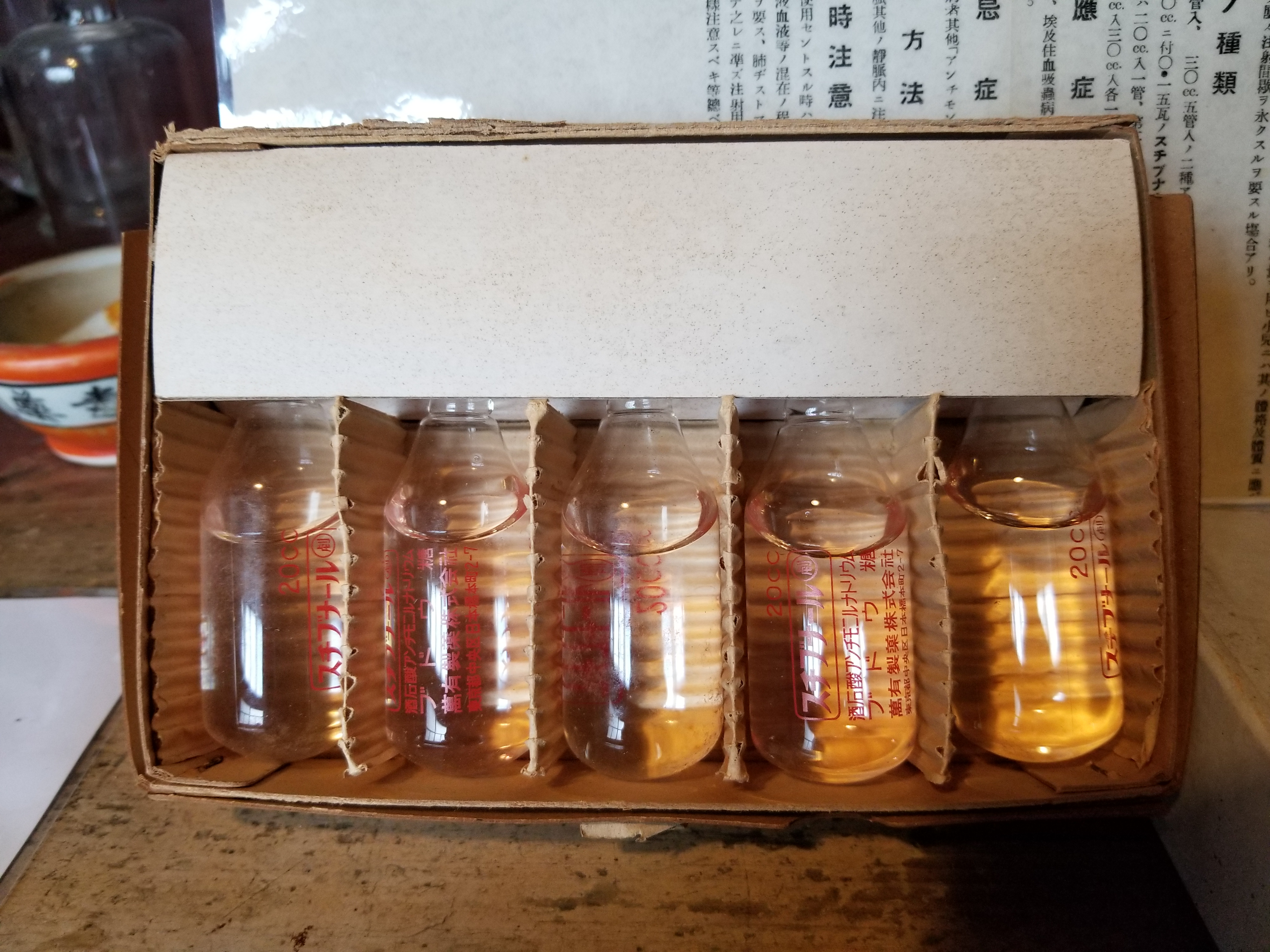
Anthelminthique pour Schistosoma japonicum.

Un anthelminthique  (parfois écrit antihelminthique) ou vermifuge est une classe de médicament antiparasitaire qui permet d'éradiquer les vers parasites, notamment gastro-intestinaux chez l'homme ou l'animal.
Étymologiquement parlant, ce mot désigne spécifiquement les médicaments luttant contre les helminthoses, c'est-à-dire détruisant les helminthes (chez l'homme, l'animal ou la plante), mais il désigne en réalité plus souvent les antiparasitaires ciblant les nématodes et trématodes (Platyhelminthes) susceptible de parasiter les réseaux sanguin et lymphatique, des tissus conjonctifs ou des organes creux (cavités urogénitales, poumons avec par exemple Syngamus trachea, parasite hématophage des poumons des oiseaux), ainsi que tous les parasites intestinaux de type vers (oxyures, ascaris (Ascaris lumbricoides chez l'Homme), ankylostome, anguillule et ténia en particulier).
Ce sont des pesticides et des biocides au sens des directives européennes concernant ces produits. Ils doivent aussi répondre aux réglementations concernant les médicaments humains et vétérinaires.
On appelle « vermifugation » l'action de vermifuger. Le vermifuge peut se retrouver sous forme de comprimé ou sous forme liquide. Une fois administré, il permet d'éliminer, notamment par les selles, les parasites présents dans l'organisme.

## Parasites et vermifuges
Les principaux parasites intestinaux sont :
- Les vers ronds (nématodes) : ascaris, trichure, ankylostome, etc. ;
- Les vers plats (plathelminthes : cestodes et trématodes) : ténias, dipylidium, échinocoques, etc. ;
- Les protozoaires : coccidies, giardias, etc.

Il existe des parasites propres à certaines espèces animales. Le toxocara canis, par exemple infecte habituellement les chiens, tandis que le toxocara cati se retrouve chez le chat. Certains parasites peuvent également avoir plusieurs hôtes possibles ou réagir différemment en fonction de leur hôte. Le toxocara canis, par exemple, reste à l'état larvaire chez l'humain et s'enkyste dans l'organisme de celui-ci.
Habituellement, les excréments infectés ou la peau de la région périanale sont les vecteurs principaux de la contamination. Les chiots et les chatons sont parfois infectés par le lait de leur mère, d'où l'importance de faire vermifuger les femelles reproductrices.
Chez l'être humain, les vers sont surtout acquis par les enfants et par voie orale. Les enfants sont particulièrement à risque puisqu'ils ont moins tendance à se laver les mains après avoir été en contacts étroits avec leur animal. Les femmes enceintes peuvent également être à risque. Un animal domestique tel qu'un chien ou chat vivant auprès d'enfants ou dans un contexte de pré-grossesse devrait être particulièrement bien vermifugé, plus encore dans une zone d'endémie de zoonoses telle que l'échinococcose alvéolaire et notamment pour « les chiens de chasse qui semblent être beaucoup plus infectées que les chiens de non-chasse » selon une étude récente (2014).
Plusieurs types de parasites peuvent être éradiqués par les vermifuges. On peut parfois les retrouver sous forme d'œufs, de vers ou de larves. Cependant, il faut savoir que certains vermifuges sont plus susceptibles d'éradiquer certains types de parasites. Par exemple, le HeartGard (forme commerciale de l'ivermectine) est un vermifuge utile contre les vers du cœur et quelques parasites du type Ascaris. Le Panacur, quant à lui, est un vermifuge à large spectre utilisé contre Toxocara canis.

### Chien et chiot
Les symptômes provoqués par ces parasites sont :
- Croissance des chiots ralentie ;
- Maigreur, appétit irrégulier ou manque d'appétit ;
- Pelage terne et piqué;
- Perte de poils ;
- Diarrhée, ballonnements ;
- Prurit anal, signe du traineau (le chien se frotte l'anus par terre en continuant d'avancer avec les antérieurs) ;
- Élimination des vers par les selles et pour certains par les vomissements.

D'autres symptômes plus spécifiques de chaque parasite peuvent s'y ajouter. Il faut également noter que l'examen des selles par un laboratoire et souvent la meilleure façon de repérer les parasites.
Vermifugation chez le chien
Pour les chiots et les chatons, le vermifuge doit être administré tous les quinze jours pendant deux mois.
Les vétérinaires conseillent par la suite de faire vermifuger son animal tous les mois jusqu'à l'âge de six mois. Par la suite, le vermifuge devra être administré tous les six mois ou lors des situations qui le nécessitent. Les chiennes reproductrices peuvent contaminer les chiots, il est donc conseillé de les vermifuger une à deux semaines avant la mise bas, juste après la mise bas puis toutes les deux semaines jusqu'au sevrage.
Les protocoles varient selon le médicament prescrit, la plupart nécessitent une seule administration. Les vermifuges se présentent sous forme de comprimés ou de pâte et maintenant sous forme de spot on (liquide à appliquer sur la peau) chez le chien.

## Exemples d'anthelminthiques de synthèse (pharmacochimie)
- abamectine – contre les vers intestinaux les plus communs, mais inefficace contre les cestodes qui sont plutôt traités au Praziquantel en conjonction avec l'abamectine
- albendazole –
- diéthylcarbamazine – utilisé contre des filaires tels que Wuchereria bancrofti, Brugia malayi, Brugia timori, éosinophilie pulmonaire tropicale, loiasise
- mébendazole – utilisé contre les nématodes (traitement des ankylostomoses et oxyuroses)
- niclosamide – utilisé contre les cestodes
- ivermectine – utilisé contre les vers intestinaux les plus communs (mais pas contre les cestodes)
- suramine –
- thiabendazole – utilisé contre plusieurs vers intestinaux
- pyrantel pamoate – utilisé contre la plupart des nématodes
- lévamisole –
- pipérazines (famille de molécule) –
- praziquantel – contre les nématodes et quelques trématodes
- triclabendazole – contre des trématodes.
- flubendazole – utilisé contre la plupart des parasites intestinaux
- fenbendazole – utilisé contre certains parasites gastro-intestinaux[8]
- dérivés d'aminoacétonitrile ou monépantel) utilisé contre divers helminthes gastro-intestinaux, notamment quand ils sont devenus résistants à d'autres médicaments.

## Anthelminthiques synthétisés par les végétaux
Certaines molécules naturellement synthétisées par des végétaux ont des propriétés anthelminthiques, avec par exemple
- la gentiane jaune (Gentiana lutea)
- l'ail (Allium sativum), le bulbe de l'ail des ours
- les graines ou feuilles du chénopode Chenopodium ambrosioides (attention : plante toxique dont l'essence est particulièrement toxique chez les individus à jeun)
- la nicotine du tabac (Nicotiana tabacum & Nicotiana rustica)[9]
- Moringa Oleifera (Moringaceae)
- Juglans nigra Noyer noir
- Artemisia absinthium
- Artemisia maritima
- Syzygium aromaticum (giroflier)
- Tanacetum vulgare (« thé » de tanaisie commune)
- Hagenia abyssinica
- Ananas comosus (ananas)
- Nigella sativa (kalonji ; graines)
- Dryopteris filix-mas
- Plumeria acutifolia or Plumeria rubra (utilisée en médecine traditionnelle au Brésil)[10]
- Peganum harmala[11]

## Toxicité et écotoxicité
Des résidus écotoxiques de vermifuge sont retrouvés dans les cadavres, les urines et les excréments d'animaux vermifugés.
Ils deviennent des contaminants environnementaux préoccupants pour les écotoxicologues et certains vétérinaires, notamment pour certaines niches écologiques vulnérables à ces produits (nécrophages, coprophages...). La contamination de l'environnement se fait en général via l'urine ou les excréments après traitement par voie orale, mais aussi par ingestion de la chair d'un cadavre contaminé (chez le vautour, le sanglier, les insectes nécrophages). Certains, comme G. Joncour (1993), plaident pour un usage vétérinaire raisonné de ces produits dans les écosystèmes fragiles ou fragilisés
Ces médicaments étant pour la plupart écotoxiques, toxiques à très toxiques à faible dose, et pouvant contribuer à la « sélection » involontaire de souches antibiorésistantes, ils doivent être utilisés avec précaution, en respectant la règlementation, sous contrôle médical ou vétérinaire, et en sachant que les excréments des humains ou animaux traités avec certains de ces médicaments peuvent être également très toxiques pour les invertébrés (dont des insectes) coprophages ; par exemple, les bouses des vaches traitées à l'ivermectine peuvent tuer toutes les larves de bousiers issues des pontes déposées sur ces bouses. Ces dernières se biodégradent alors beaucoup moins vite, en empêchant l'herbe de pousser.

## Résistance aux anthelminthiques
Les helminthes sont omniprésents dans les systèmes de production de ruminants au pâturage et sont responsables de coûts et de pertes de production importants. La résistance aux anthelminthiques des parasites est maintenant très répandue dans le monde. Elle est une menace majeure pour la pérennité de la production moderne de ruminants, en diminuant la productivité, en compromettant la santé et le bien-être des animaux, et en augmentant les émissions de gaz à effet de serre au travers d’une augmentation du parasitisme et des intrants agricoles. Une revue de synthèse récente en Europe a montré que la plupart des anthelminthiques utilisés rencontraient des résistances chez les nématodes gastro-intestinaux du bétail.

## Détournement illégal et dangereux d'usage
Depuis 2003 surtout, du lévamisole est retrouvé en quantité dans la cocaïne distribuée par les narcotrafiquants. Ce phénomène, identifié d'abord aux États-Unis, le fut ensuite ailleurs dans le monde. En 2009, la Drug Enforcement Administration (DEA) a estimé que 69 % de la cocaïne saisie aux États-Unis contenait déjà du lévamisole en entrant sur le territoire, contre moins de 5 % de la cocaïne saisie 2 ans auparavant (en 2007). En France, le Système National d’Identification National des Substances et Toxiques (SINTES) a alerté en 2008 sur le fait que 29 % des échantillons de cocaïne en contenaient.
Or, associée à la cocaïne cet anthelminthique peut provoquer de graves troubles (neutropénies, purpura pouvant évoluer en lésions nécrotiques) et conduire à la mort. Les symptômes apparaissent quelques semaines après la consommation de cocaïne coupée au lévamisole. Comme il fut observé pour certains effets secondaires du médicament, l'oreille,, et en particulier le lobe de l'oreille, fait souvent partie (mais pas toujours) des zones touchées par une vascularité nécrosante, de même que les joues, les arcs zygomatiques et les membres inférieurs. 
Parmi les centaines de cas ayant fait l'objet d'une revue de la littérature scientifique (2012), les deux complications médicales les plus fréquemment rapportées par les médecins sont hématologiques ou vasculaires, (140 cas de neutropénie sur 203 cas étudiés) et dermatologiques (rash et/ou nécrose de la peau dans 84 cas sur 203), ces symptômes apparaissant souvent conjointement.
Il fut d'abord supposé que le lévamisole était introduit dans la cocaïne par les fabricants ou les dealers comme simple adultérant (c'est-à-dire pour « couper » la drogue), mais ce produit est beaucoup plus cher que les adultérants classiques et il est trop utilisé pour n'avoir que ce rôle. Ainsi, des travaux plus récents ont montré que le lévamisole présente les caractéristiques d'un additif chimique psychoactif, qui pourrait encore augmenter la dépendance du cocaïnomane au produit ; ce produit augmente en effet la neurotransmission noradrénergique en inhibant la recapture, il agit sur les récepteurs nicotiniques ganglionnaires. De plus, il est partiellement métabolisé en un composé de type amphétamine et il semble aussi pouvoir augmenter la production d'opioïdes endogènes et le taux de dopamine dans le « circuit de la récompense cérébrale » très impliqué dans le phénomène d'addiction.
Le traitement de ces nécroses impose une chirurgie souvent difficile, car elles peuvent s'étendre sur une grande partie du corps. Elles doivent être stabilisées par des excisions avant toute greffe de peau (autogreffe). De plus, la nécrose peut aussi parfois atteindre le cartilage (nez, oreilles, fréquemment), et l'os ce qui peut conduire à l'amputation si le système vasculaire est trop dégradé.
Une autre molécule, la phénacétine (qui est également un médicament toxique ayant aussi été utilisé contre la polyarthrite rhumatoïde), est aussi de plus en plus fréquemment détecté comme adultérant de la cocaïne.